# Erwin Bowien
 (septembre 2021).
La mise en forme du texte ne suit pas les recommandations de Wikipédia : il faut le « wikifier ».
Les points d'amélioration suivants sont les cas les plus fréquents. Le détail des points à revoir est peut-être précisé sur la page de discussion.
- Les titres sont pré-formatés par le logiciel. Ils ne sont ni en capitales, ni en gras.
- Le texte ne doit pas être écrit en capitales (les noms de famille non plus), ni en gras, ni en italique, ni en « petit »…
- Le gras n'est utilisé que pour surligner le titre de l'article dans l'introduction, une seule fois.
- L'italique est rarement utilisé : mots en langue étrangère, titres d'œuvres, noms de bateaux, etc.
- Les citations ne sont pas en italique mais en corps de texte normal. Elles sont entourées par des guillemets français : « et ».
- Les listes à puces sont à éviter, des paragraphes rédigés étant largement préférés. Les tableaux sont à réserver à la présentation de données structurées (résultats, etc.).
- Les appels de note de bas de page (petits chiffres en exposant, introduits par l'outil «  Source ») sont à placer entre la fin de phrase et le point final[comme ça].
- Les liens internes (vers d'autres articles de Wikipédia) sont à choisir avec parcimonie. Créez des liens vers des articles approfondissant le sujet. Les termes génériques sans rapport avec le sujet sont à éviter, ainsi que les répétitions de liens vers un même terme.
- Les liens externes sont à placer uniquement dans une section « Liens externes », à la fin de l'article. Ces liens sont à choisir avec parcimonie suivant les règles définies. Si un lien sert de source à l'article, son insertion dans le texte est à faire par les notes de bas de page.
- La présentation des références doit suivre les conventions bibliographiques. Il est recommandé d'utiliser les modèles {{Ouvrage}}, {{Chapitre}}, {{Article}}, {{Lien web}} et/ou {{Bibliographie}}. Le mode d'édition visuel peut mettre en forme automatiquement les références.
- Insérer une infobox (cadre d'informations à droite) n'est pas obligatoire pour parachever la mise en page.

Pour une aide détaillée, merci de consulter Aide:Wikification.
Si vous pensez que ces points ont été résolus, vous pouvez retirer ce bandeau et améliorer la mise en forme d'un autre article.
Erwin Bowien (né Erwin Johannes Bowien à Mülheim an der Ruhr le 3 septembre 1899 et mort le 3 décembre 1972 à Weil am Rhein) était un peintre, auteur et poète allemand.

## Biographie
Le peintre Erwin Bowien est le fils de l’ingénieur Erich Bowien, natif de Mohrungen, et de son épouse Anna-Maria, née Neufeldt, d’Elbing, villes de Prusse orientale, situées aujourd´hui en Pologne.
Erwin Bowien a d´abord grandi à Berlin, puis à Neuchâtel en Suisse où il reçoit sa première formation artistique chez le Professeur William Racine.
C´est en Suisse que le jeune Erwin Bowien recoit les impulsions décisives de son existence. Il y apprend le Français et devient un européen convaincu. Le chocolatier suisse Carl Russ-Suchard est le premier mécène du jeune artiste,.
Citoyen allemand, le jeune Bowien est enrôlé le jour de son 18e anniversaire et participe à la Première Guerre mondiale en tant qu’interprète militaire en 1917/1918 dans une unité d’écoute. Il est démobilisé à Hanovre en 1919 où il suit des cours du soir de peinture et de dessin. Après des études à l’Académie des Beaux-Arts de Munich (1920-1921) auprès du célèbre Professeur Robert Engels, il passe en 1922 à l’Académie des Beaux-Arts de Dresde auprès du professeur Richard Müller. En 1924 il absolve une formation de professeur de dessin à l´académie de Berlin auprès du Professeur Philipp Franck et suit des cours d’histoire de l’art chez le Professeur Oskar Fischel. Dans les années qui suivirent, il fit de nombreux voyages à travers L´Allemagne, la Bohème et l´Italie. Créations de Toiles à Aix-la-Chapelle, Hambourg, Lübeck, Karlsruhe, Fribourg-en-Brisgau, Bâle, Königsberg et Hildesheim, puis à Prague et à Vienne (1928) enfin à Venise (1929),.

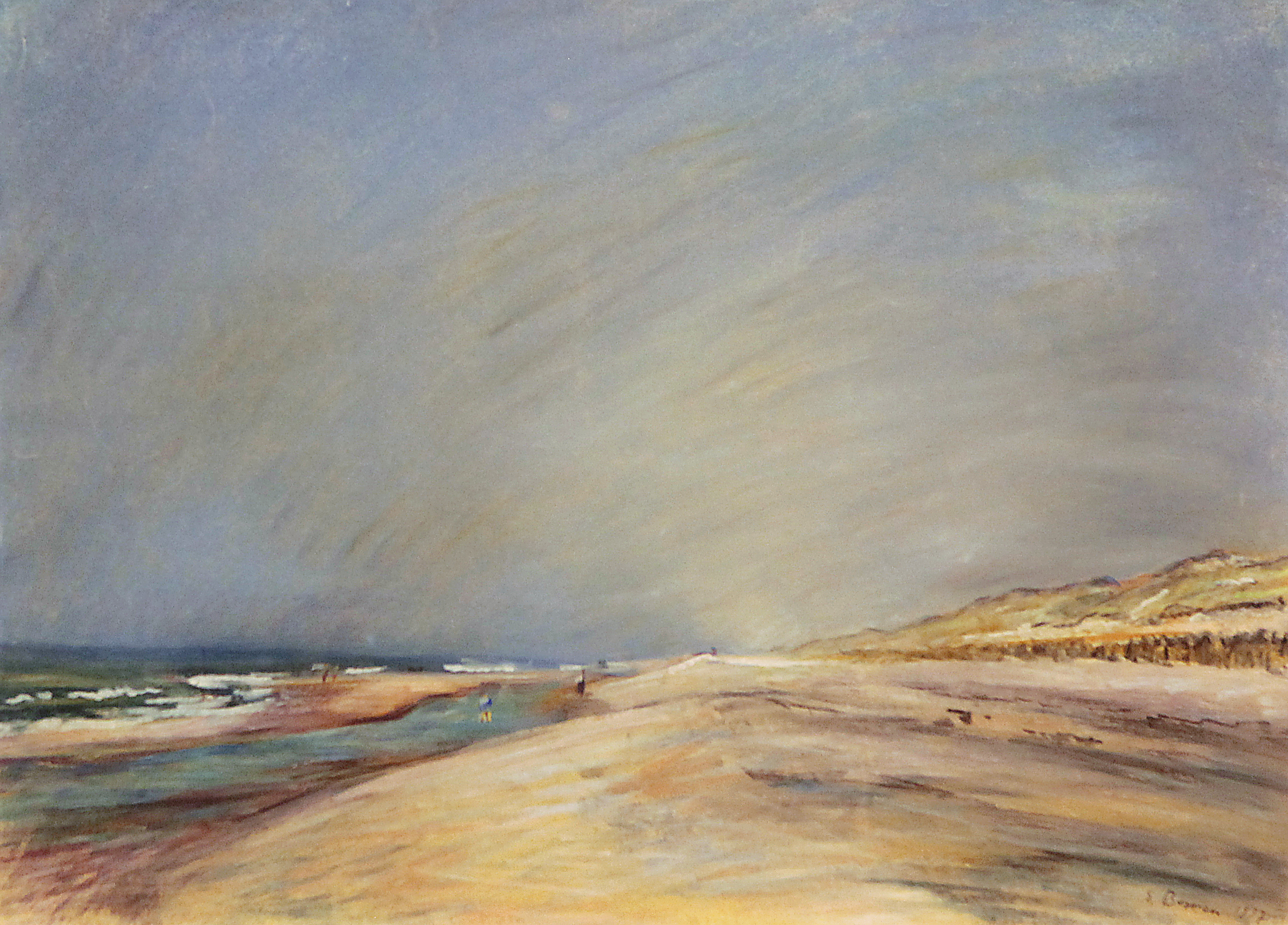
Erwin Bowien (1899-1972) : La côte près d'Egmond aan Zee à l'été 1937. Catalogue raisonné no 1141.

Il débute dans l´enseignement secondaire au Lycée de Hechingen, dans le Bade-Wurtemberg, puis de 1925 à 1932 à Solingen, près de Düsseldorf, dans l´ancien Duché de Berg. C´est là où il fait connaissance de la famille du rédacteur Hanns Heinen et de son épouse Erna Steinhoff qui y tient un salon littéraire. La fille de la famille Heinen, Bettina Heinen-Ayech(1937-2020), deviendra sa principale élève.
À la fin de l´année 1932, Bowien décide de quitter l´Allemagne et de s´installer dans les Pays-Bas où il restera jusqu´en 1942. Après plusieurs étapes il se fixera à Egmond a.d. Hoef prés d´Alkmaar dans l’ancienne maison qu´habita le philosophe René Descartes lors de son séjour aux Pays-Bas. Il y fit la connaissance du peintre Dirk Oudes qui devint son élève. En 1934, Bowien effectue un grand voyage en Afrique du Nord. Venant de Tunisie il visite l´Algerie et le Maroc. Plusieurs Collections publiques Néerlandaises conservent des œuvres de Bowien, tel le Musée de Hoorn. Le Rijksmuseum d’Amsterdam, la collection d´Art du Koninklijk Huisarchiev à La Haye.
Erwin Bowien, dans son Autobiographie, ne fait que suggérer que la « prise du pouvoir » par les nazis était la raison pour laquelle il était resté en Hollande. Il y écrit que « chaque jour la politique lui procure de nouveaux tourments ». « Les œuvres que j’ai créées à l’époque ont eu un peu d´un cri. La mer ne pouvait pas être assez tourmentées, les nuages ne pouvaient pas être assez sombres. ». Après l’occupation des Pays-Bas par la Wehrmacht allemande, il est emprisonné pendant trois jours à la maison d´Arrêt d´Alkmaar. Comme il ne pouvait plus gagner d’argent à cause de la situation politique, il retourne, le cœur lourd, en Allemagne. Il s’installe d’abord - pour six mois -chez la famille Heinen à Solingen. Au vu du danger qu´il fait courir à la famille – il n´est pas en règles vis-à-vis des autorités – il décide de gagner Augsbourg en Baviere. Ces toiles se vendent bien, mais il est trahi à la Gestapo qui, en 1943, confisque tous ces tableaux. Il échappe de justesse à l´arrestation. Sans papiers, il s’enfuit alors dans un tout petit village de l’Allgäu à Kreuzthal- Eisenbach près d´Isny pour y attendre la fin de la guerre. C’est là qu’il rédige en français ses mémoires de guerre (« Les Heures perdues du Matin »). Caché par la population, il arrive même, à son tour, d´aider à cacher un prisonnier de guerre français évadé.
Après la guerre, Erwin Bowien retourne à Solingen, où il fonde dans la « Maison Noire », la résidence de la famille Heinen, une colonie d´Artiste. Il recommence à effectuer de grands voyages en compagnie de ces disciples, dont la plus célèbre est Bettina Heinen-Ayech. Ainsi il voyage souvent sur l’Isle de Sylt, mais aussi en Norwege, à Paris et en Suisse. Il ramène de tous ces périples de nombreuses toiles qu´il crée toujours en « plein air ». Vers la fin de sa vie, il vient souvent en Algérie à Guelma et à Biskra (en visite chez Bettina Heinen-Ayech). Le 28 juillet 1970, il se marie avec Inken Strohmeyer, né Vogt. Le 3 décembre 1972, Erwin Bowien meurt à Weil am Rhein, où il est enterré. Son tombeau est conservé comme tombe d’honneur de la ville de Weil am Rhein.
Des œuvres de l’artiste ont été acquises par le ministère de la culture de Rhénanie-du-Nord-Westphalie, du Musée de Husum, du Musée de Lörrach, du Kreisheimatmuseum à Springe et des Collections municipales d’art de Hann. Münden, Solingen et de Weil am Rhein.
Le 20 octobre 1976, le Cercle des Amis d´Erwin Bowien e.V. est fondé au Klingenmuseum de Solingen.

## Expositions
Les œuvres d´Erwin Bowien ont été présenté au public dans de nombreux musées et galeries en Europe au Maghreb.
Sa première exposition individuelle a eu lieu quand il n`avait que 18 ans en Suisse dans la Galerie " A la Rose d´Or" de Neuchâtel.
Dans les années 1920 il effectua de grandes expositions à Solingen en Rhénanie où il s´était fixé dès 1925, particulièrement en 1927 et 1929 dans la grande salle de la "Casino Gesellschaft" de Solingen. Lors de son exil volontaire aux Pays-Bas, entre 1933 - 1942, il exposa ses œuvres dans de nombreuses cités néerlandaises, notamment à Hoorn, à Gorinchem, à Schoorl et à La Haye. De retour en Allemagne, il reprendra à exposer ses oeuvres au bout des années de famine d´après-guerre. À partir da 1949 il entreprit de nombreux voyages, surtout en Suisse, en Norvège et en France. Ainsi il exposa dans de nombreuses villes de l´Allemagne occidentale - au Musée de Husum (1951 et 1957), de nouveau à Solingen au Musée de la Ville (1960 et 1970), tout comme au Musée d´Hannoversch Münden (1958), à Fribourg en Brisgau (1968, 1969), à Weil am Rhein (1967, 1971) et dans de différentes Galeries en Suisse : Berne (1954, 1962), Au /St. Gallen (1965) et à Copenhague dans les locaux du Club Allemand (1957,1958). En 1964 le célèbre Raymond Duncan l´invita a exposer dans sa galerie à Paris, où la presse fût particulièrement favorable.
Malgré le décès de Bowien en 1972, ses œuvres furent continuellement présentées:
En Allemagne entre autres à Weil am Rhein (1974, 1975, 1984,1986, 1988, 2014), au Musée d´Art de Solingen (1975, 1982, 1984, 1986, 1996, 1999, 2006, 2014), au Musée de Springe/Deister (1973), à Remscheid (1980, 1988), à Isny (2013), à Georgsmarienhütte au Musée Villa Stahmer (2015), en Suisse à Berne (1977), au Maroc au Goethe Institut de Rabat (1974), en Algérie au Goethe Institut d´ Alger et aux Pays-Bas à Egmond (2017).